# Leinenfänger-Fall
Der Leinenfänger-Fall ist ein berühmtes Fallbeispiel in der Rechtswissenschaft, das die Voraussetzungen für das Vorliegen von Fahrlässigkeit erläutert. Er basiert auf einem Urteil des Reichsgerichts vom 23. März 1897 (RGSt 30, 25).

## Sachverhalt
Der Angeklagte arbeitete seit Oktober 1895 als Kutscher und führte eine mit zwei Pferden bespannte Droschke. Von einem der Pferde wussten sowohl der Angeklagte als auch sein Arbeitgeber, dass es ein sogenannter Leinenfänger war. So nennt man Zugpferde, die dadurch auffallen, dass sie ständig versuchen, die Leine zwischen Schweif und Hinterbacken einzuklemmen und so herunterzureißen, was die Steuerung des Gefährts erheblich erschwert.
Am 19. Juli 1896 kam es dann tatsächlich dazu, dass das Pferd die Leine so einklemmte. Beim Versuch, die Leine zu lösen, verlor der Angeklagte die Kontrolle über das Pferd, das unkontrolliert nach vorne ausbrach und dabei dem Opfer, das zufällig im Weg stand, einen Beinbruch zufügte. Der Angeklagte wurde daraufhin wegen fahrlässiger Körperverletzung angezeigt. Das Berufungsgericht sprach ihn aber frei. Die Staatsanwaltschaft legte nun Revision beim Reichsgericht ein.

## Zusammenfassung des Urteils
Das Reichsgericht musste nun die Frage beantworten, ob Fahrlässigkeit im strafrechtlichen Sinne vorlag, ob also der Angeklagte die ihm obliegende Sorgfaltspflicht in einem Maße verletzt hatte, das zur Erfüllung des Straftatbestands der fahrlässigen Körperverletzung führte.
Das verneinte das Gericht. Zwar stellte das Gericht fest, dass es der Angeklagte durch den Einsatz des als Leinenfänger bekannten Pferdes in Kauf genommen hatte, dass dieses möglicherweise erfolgreich die Leine einklemmen und beim Versuch des Führers, die Leine zu lösen, in Panik unkontrolliert vorpreschen könnte. Somit war der Unfall jedenfalls vorhersehbar. Das alleine reichte nach Ansicht des Gerichts jedoch nicht aus, um eine strafrechtliche Fahrlässigkeit zu begründen, da bei nahezu jeder Handlung eines Menschen im Alltag die vorhersehbare Gefahr besteht, dass jemand möglicherweise zu Schaden kommen könnte, und eine Strafbarkeit aller dieser Handlungen erkennbar nicht dem Willen des Gesetzgebers entspräche. Vielmehr muss hinzukommen, dass der Angeklagte die erforderliche Sorgfalt verletzt hat, die von ihm im Einzelfall gefordert werden konnte.
Das verneinte das Gericht hier aufgrund der Überlegung, dass eine Weigerung des Angeklagten, mit diesem Pferd die Droschke zu führen, mit hoher Wahrscheinlichkeit zum Verlust des Arbeitsplatzes geführt hätte. Da es damals noch keine Sozialversicherung in Deutschland gab, wäre der Angeklagte durch den Verlust seines Arbeitsplatzes in existenzielle Not geraten. Der Angeklagte befand sich also in der Notlage, entweder die Gefahr durch den Leinenfänger und damit evtl. Personenschäden in Kauf zu nehmen oder die Kündigung und damit sein Überleben zu riskieren. Das Reichsgericht entschied hier, dass dem Angeklagten unter diesen Umständen die Anwendung der erforderlichen Sorgfalt nicht zugemutet werden konnte, und sprach ihn frei.

## Wirkung des Urteils
Mit diesem Urteil wurde die „Unzumutbarkeit normgerechten Verhaltens“ erstmals als Kriterium anerkannt, das bei Vorliegen zum Wegfall der Fahrlässigkeit und damit zum Wegfall der Strafbarkeit einer Tat an sich führen kann. Dieses Kriterium wird – auch wenn es Mindermeinungen gibt, die es heute nicht mehr anwenden wollen, – in der herrschenden Lehre überwiegend weiterhin anerkannt, die sich hierfür auch auf die ständige Rechtsprechung des Reichsgerichts und des Bundesgerichtshofs, der diese Rechtsprechung fortgeführt hat, stützen kann.
Das Urteil ist heute ein klassisches Fallbeispiel, das im Jurastudium thematisiert wird.